# П'єха Едіта Станіславівна
П'єха Едіта Станісла́вівна (фр. Édith-Marie Pierha, Едіт-Марі П'єха; пол. Edyta Maria Piecha, Едита-Марія П'єха; рос. Эди́та Станисла́вовна Пье́ха; нар. 31 липня 1937, Нуаєль-су-Ланс, Франція) — радянська і російська естрадна співачка. Народна артистка СРСР (1988).

## Життєпис
Едіт-Марі П'єха народилася 31 липня 1937 року в містечку Нуаєль-су-Лан у департаменті Па-де-Кале, що на півночі Франції. Батько — Стас П'єха — помер під час Другої світової війни від силікозу. За професією був шахтарем. Мати, Феліція Королевська — полька, що разом із чоловіком переїхала з Польщі до Франції в пошуках роботи. Старший брат Едіти — Павел, також був шахтарем, і помер у 17-річному віці від туберкульозної інфекції.
1946 року родина переїздить до Польщі, у невеличке містечко Боґушув, що на півдні країни. 1955 року з відзнакою закінчила педагогічний ліцей у місті Валбжих. Того ж року отримала скерування до СРСР на навчання після конкурсу у Ґданську.
Спочатку Едіта П'єха хотіла навчатися в Ленінградському педагогічному інституті імені О. І. Герцена, одначе як виявилося, того року не було набору на спеціальність «психологія», на яку так хотіла вступити Едіта, і тому вона вступила на філософський факультет Леніградського державного університету імені Жданова, який успішно закінчила 1964 року за спеціальністю «психологія». У період навчання в університеті Едіта вивчила російську мову, активно підтримувала культурно-освітні зв'язки з місцевою польською громадою.
Першим серйозним естрадним випробуванням для П'єхи був виступ на новорічному концерті, де вона взяла участь наприкінці 1955 року на запрошення Олександра Броневицького (її майбутнього чоловіка). Роком пізніше вона стає солісткою гурту «Дружба». Того ж року знялася в документальнім фільмі «Майстри ленінградської естради». Найвпізнаванішою піснею Едіти П'єхи стає «Червоний автобус» польською мовою, яку вона вперше виконала на тому-таки новорічному концерті 1955 року. Після цього виступу, Едіта П'єха стала дуже популярна в Ленінграді й за його межами. Кількість концертів і гастролей почала активно зростати, і з часом це починає заважати навчанню. Едіта П'єха особисто переконує міністра освіти СРСР дозволити перевестися на заочне відділення.
1957 року записує першу грамплатівку, а на VI Всесвітньому фестивалі молоді та студентів у Москві разом зі своїм гуртом «Дружба» отримує золоту медаль за участь у програмі «Пісні народів світу». Однак уже 1959 року гурт «Дружба» під впливом міністерської радянської цензури розформовано: комсомольські організації разом із міністерством культури звинуватили Едіту П'єху в «спотворюванні російської мови» (співачка виконувала пісні з незначним польським акцентом), а учасників самого гурту звинуватили в популяризації джазу, і «записали» до так званих «стиляг», з якими радянська ідеологія вела активну боротьбу, уважаючи це за образний і негативний прояв «американщини».
В оновленому складі гурт «Дружба» під суворою міністерською цензурою розпочав роботу 1960 року. Активно сприяв цьому чоловік П'єхи, який домігся, щоб Едіта залишалася й надалі солісткою цього гурту.
У наступні 20 років роботи гурту, з нього багато виходило, і так само багато приходило нових учасників.
1961 року в Едіти П'єхи народилася спільна з Олександром Броневицьким дочка — Ілона.
Сама ж Едіта П'єха впродовж свого творчого шляху активно працювала з відомими радянськими й російськими композиторами: О. М. Пахмутовою, О. Б. Фельцманом, В.Успенським, поетами: Р.Рождественським, Є.Долматовським, М.Добронравовим, І.Корнелюком тощо. Едіта П'єха стала першою з радянських естрадних артистів, що виступили в країнах Латинської Америки (Гондурас, Куба, Болівія) та Афганістані. Окрім того вона першою у СРСР виконала закордонну пісню російською мовою «Тільки ти», автором якої був композитор і керівник ду-вап ансамблю «The Platters» Бек Рем.

## Цікаві факти
Едіта П'єха була першою з радянських співачок, що зняла мікрофон з тримача, і почала розмовляти з публікою. До неї цього робити не наважувався ніхто. На думку деяких радянських естрадних критиків, Едіта П'єха копіювала в цьому західних виконавців.
Вона перша стала відзначати ювілеї творчої діяльності і власні дні народження на сцені.
Едіта П'єха — одна з небагатьох радянських естрадних співачок, що відвідувала радянських воїнів в Афганістані з концертами в період Афганської війни.
Едіта П'єха вільно володіє французькою, польською, російською мовами, і гарно співає іспанською, італійською, німецькою, українською й англійською мовами.
2014 року без згоди Е. П'єхи почато виробництво серіалу «Едіта» (про життя і творчість артистки). Це викликало обурення і родини, і самої Едіти, яка звернулася до суду з вимогою заборони показу фільму на російському телебаченні.
На честь Едіти П'єхи 2003 року названо одну з малих планет за згодою Міжнародного астрономічного союзу (США).
2012 року її нагороджено «Золотим хрестом Заслуги» (Польща).
Онук Едіти — Стас П'єха, російський виконавець, на думку багатьох телекритиків — музичний талант його не надто високий, і його естрадному просуванню активно сприяла «зіркова бабуся».

## Фільмографія
- 1969: Москва в нотах (телефільм-концерт)
- 1970: Доля резидента — агент західної розвідки Жозефіна Кле
- 1973: Невиправний брехун — камео
- 1981: «Дякую за нельотну погоду» (телефільм-концерт)

## Політична позиція
За словами Едіти П'єхи, вона ненавидить американців ще із часів Другої світової війни, і вважає США винними в усіх економічних проблемах Росії. Про це вона заявила російському виданню taini-zvezd.ru у лютому 2015 року. У цьому ж інтерв'ю співачка поскаржилася, що внаслідок економічної кризи в Росії, яку спровокували США, її значно менше запрошують на концерти, а самі концерти стали значно менш оплачувані. За словами співачки, вона нині зазнає значних фінансових труднощів.
У серпні 2014 року в інтерв'ю «Комсомольській правді» визнала факт так званої громадянської війни в Україні, наслідуючи кремлівську пропаганду, однак утрималася від оцінок кожної зі сторін конфлікту, обмежившись словами: «Бог усім суддя».